# John Banvard
John Banvard (Nueva York, Estados Unidos, 15 de noviembre de 1815 - Watertown, Estados Unidos, 16 de mayo de 1891) fue un artista reconocido del siglo XIX dedicado, especialmente, a la pintura de retratos y panoramas. Por su aportación en el ámbito de los panoramas giratorios, ha sido considerado, por muchos medios, como uno de los padres de la multimedia.

## Biografía
John Banvard nació en Nueva York el 15 de noviembre de 1815, procedente de una familia multimillonaria, cuyo padre acabó en bancarrota y totalmente arruinado. Por este motivo, decidió recorrer todos los pueblos de Kentucky buscando fortuna. El joven neoyorkino, que desde pequeño había sentido devoción por la pintura y el arte en general, empezó a dibujar rótulos y carteles en los puertos costeros del Río Misisipi. Durante este período de su vida, caracterizado por la falta de dinero y en el que se ganaba la vida pintando y cazando, llegó a pasar noches durmiendo al aire libre en las orillas de este río. Al cabo de poco tiempo, John consiguió trabajo en un teatro ambulante como pintor de telones escenográficos, aprendiendo, así, el arte de pintar lienzos a gran tamaño.
Más adelante, topó con una feria, donde descubrió el arte del panorama. Los panoramas eran cuadros continuos de medida enorme que representaban escenas de gran interés, cuya finalidad era trascender el encuadre, los cuales se plasmaban sobre la superficie interior de un cilindro. El objetivo de estos era entretener al público mostrándole pinturas que no se podían imaginar ver. En Estados Unidos, los panoramas evolucionaron a los denominados panoramas giratorios o panoramas móviles.
Una vez descubrió los panoramas, John Banvard quedó asombrado y decidió realizar una obra inmensa y novedosa, la pintura más grande jamás llevada a cabo. Para ello, escogió como tema el Río Misisipi -aquel que le vio madurar- y en 1842 se embarcó en una travesía en solitario de dos años por el río, subido a una pequeña canoa y con un baúl lleno de lápices y cuadernos en los que dibujó esbozos de todo lo que iba viendo a lo largo del viaje, desde Misuri hasta Nueva Orleans. Al acabar el trayecto, desembarcó en su pueblo y compró enormes rollos de lienzo (que previamente había unido) y pintó detalladamente su obra final: Gran Panorama móvil del Mississippi de Banvard (1846).

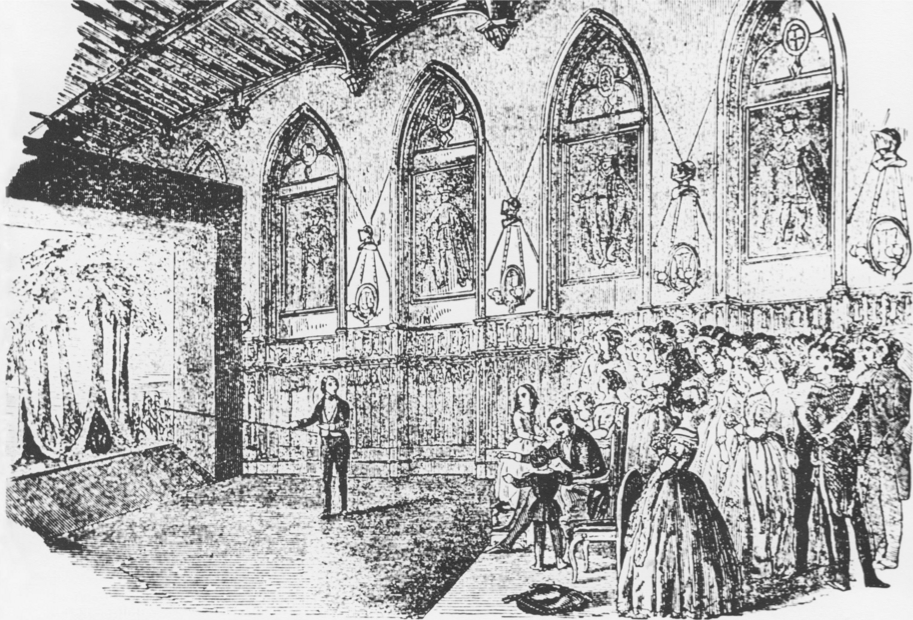
Imagen en la que se ilustra a John Banvard presentando su obra a la reina Victoria en el castillo de Windsor

Esta fue su obra maestra y la que le hizo saltar a la fama. Desde entonces no paró de llenar salas y teatros en las que el público estaba dispuesto a pagar la cantidad que fuese por las entradas, con el único afán de disfrutar de entretenimiento. Por este motivo consiguió gran fortuna y, en ese mismo año, “cruzó el charco” para exhibir su obra en ciudades como Londres o París. Durante su estancia en la capital británica fue llamado por la reina Victoria en el castillo de Windsor con la intención de realizarle una presentación privada a gran escala.
Más adelante hizo diversos viajes a otros continentes como África y Asia, donde plasmó en lienzos sus nuevas obras panorámicas del río Nilo y de Palestina. De nuevo en su país natal, John Banvard decidió gastarse una fortuna en la construcción de un castillo escocés en Long Island y de un museo egipcio en Manhattan.
Finalmente, murió el 16 de mayo de 1891. Pero antes de fallecer, el pintor, al igual que su padre, terminó arruinado. Este hecho se explica, especialmente, a través de dos aspectos: en primer lugar, del gran número de pintores de panoramas que surgieron durante esta época, los cuales fueron tachados de imitadores o plagiadores por John Banvard, ya que realizaban pinturas del Misisipi de peor calidad –que posiblemente habían copiado mediante esbozos de la obra del neoyorkino– que exhibían a precios más asequibles; y en segundo lugar, por la aparición y el desarrollo del diorama y otras técnicas de carácter precinematográfico. 

## Principales obras
Aunque no se conserva ninguno de los panoramas que realizó, hay documentadas diversas obras topográficas o paisajísticas de lugares que visitó.

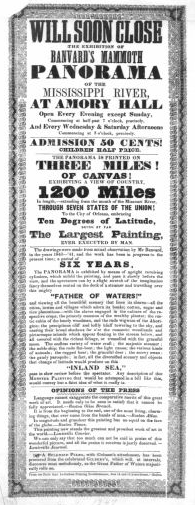
Cartel de uno de los días que se presentaba la obra de Banvard el Amory Hall.

### Gran Panorama móvil del Misisipi de Banvard
Es considerada la mayor obra del neoyorkino y la que le lanzó a la fama. La obra se presentó el lunes 29 de junio de 1846 en el Apollo Saloon de Louisville, Kentucky; con un precio de entrada de 50 centavos. Hay publicaciones en periódicos del día posterior al primer lanzamiento que comentan que el teatro estaba abarrotado y coinciden en que era un espectáculo sin precedentes en la ciudad. El espectáculo se anunciaba como “la pintura de tres millas de largo”, aunque es cierto que dicho panorama medía menos de 500 metros de largo. En cuanto al contenido de la obra, la pintura detalla con delicadeza la ribera oriental del río (no obstante, a partir de los numerosos plagios que tuvo la obra, Banvard decidió pintar la parte occidental del Misisipi). Desde el punto de vista del espectáculo, no trataba solo de contemplar el panorama móvil (que consistía en desenrollar el lienzo a lo largo del escenario mediante un par de manivelas que se ocultaban detrás del telón), sino que mientras este se observaba, John Banvard narraba al público presente numerosas aventuras que había vivido en su trayecto poniendo énfasis en algunos puntos del relato. Además, se jugaba con la velocidad del despliegue del panorama para fortalecer la narración del artista; todo esto se producía al mismo tiempo que la mujer tocaba diferentes piezas en el piano.

### Panorama móvil del río Nilo y Panorama móvil del río Jordán
Aunque se sabe que John Banvard viajó a ambos territorios y que documentó sus vivencias mediante pinturas, no se han conseguido datos ni información con respecto a la publicación de estas dos obras.

## Origen de la multimedia moderna

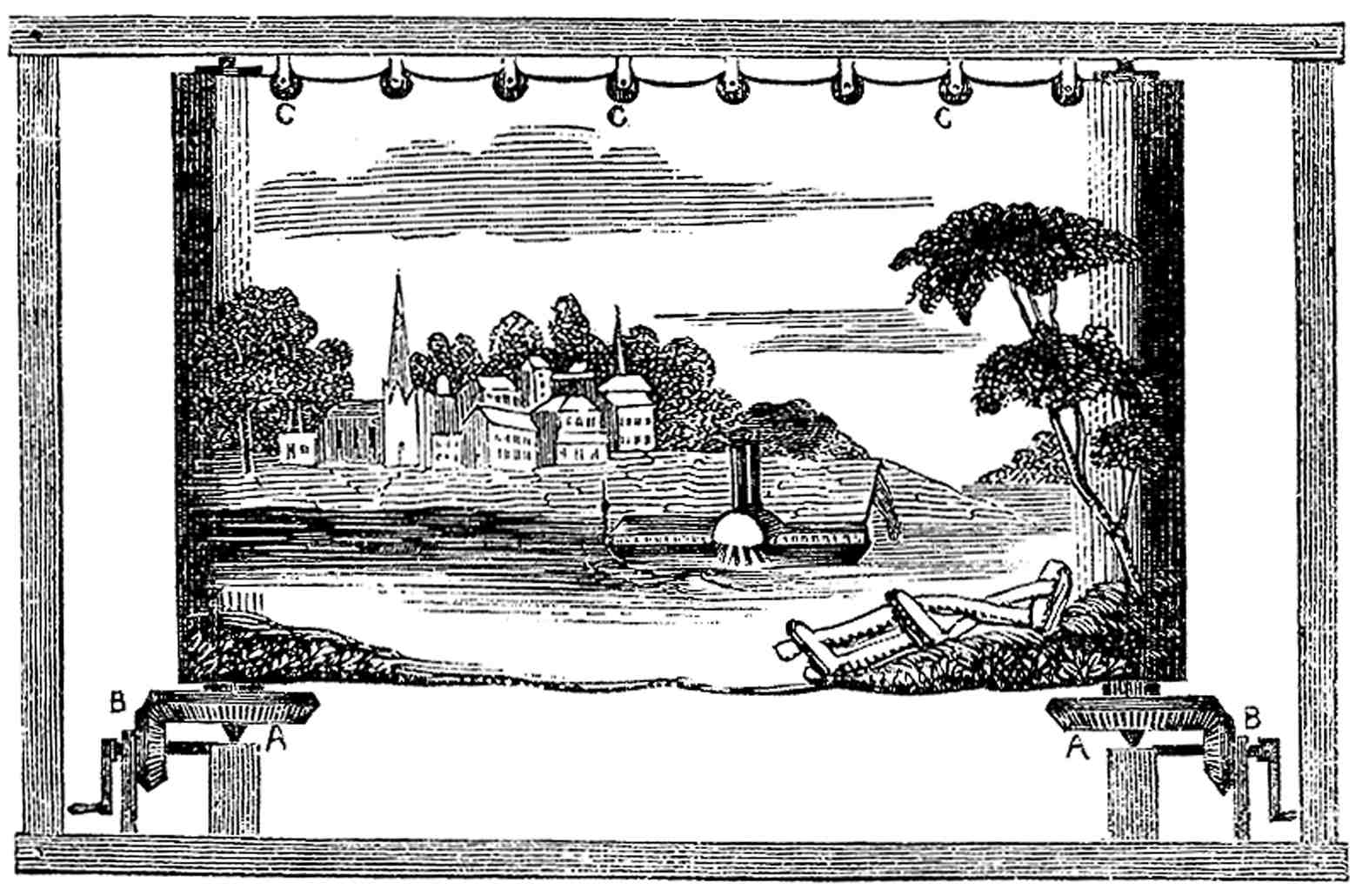
Ilustración que presenta el mecanismo de funcionamiento del panorama móvil.

Dada la información que hemos adquirido respecto al espectáculo que se realizaba con la presentación del Gran Panorama móvil del Mississippi de Banvard algunos expertos han llegado a la conclusión que John Banvard puede ser el "padre de la multimedia moderna". El espectáculo, sin precedentes en aquella época, estaba garantizado. En este se combinaban diversos elementos del sector audiovisual: en primer lugar, se explotaba el medio visual con el panorama en sí; en segundo lugar, el medio musical también estaba presente gracias a la aportación al piano de su mujer que tocaba mientras él narraba y, en última instancia, el medio interactivo se potenciaba mientras Banvard relataba sus hazañas e historias que combinaba con los cambios de ritmo y velocidad al girar las manivelas del panorama móvil.